# Sofiane Feghouli
Sofiane Feghouli (Levallois-Perret, Francia, 26 de diciembre de 1989) es un futbolista argelino que juega de centrocampista en el Amanat Baghdad de la Liga de Estrellas de Irak.

## Trayectoria

### Grenoble Foot 38
Sofiane Feghouli comenzó su carrera con el Grenoble, después de que el París Saint-Germain Football Club declinara el firmarlo tras una prueba. En el tramo final de la temporada 2006/07 debutó con el primer equipo con el dorsal 33. Debutó el 27 de abril de 2007, con solo 17 años, en un partido contra el Stade de Reims saliendo desde el banquillo. Participó en dos partidos más ese año y firmó su primer contrato profesional, hasta 2010.
La siguiente temporada adquirió un rol más importante en el equipo. A pesar de la presión de ser llamado por algunos el "nuevo Zinedine Zidane" su contribución al equipo fue bastante buena, participando en 26 partidos y marcando 3 goles y ayudando al Grenoble a ascender a la Ligue 1. Su primer gol fue contra el equipo contra el que debutó, el Stade de Reims, en una victoria por 4-3.
La primera temporada de Feghouli en la Ligue 1 fue buena. Comenzó la temporada como titular, participando en 16 de los 17 primeros partidos de liga. Tras unos partidos en el banquillo volvió a jugar el 11 de abril de 2009 contra el Olympique de Marsella, en el partido Feghouli sufrió una grave lesión que le impidió jugar en toda la temporada. Volvió en la 2009-10 y, tras jugar 5 partidos, se le detectó una lesión en el menisco de su pierna derecha. Se le operó de la lesión en octubre y desde entonces no volvió a jugar.

### España
En mayo de 2010 hizo público que había firmado con el Valencia Club de Fútbol de España para la temporada 2010-11. En el mercado de invierno de la temporada 2010-11, Feghouli se marchó en calidad de cedido a la Unión Deportiva Almería tras haber jugado solo 5 partidos (1 gol) con el Valencia Club de Fútbol. Con la Unión Deportiva Almería consiguió 2 goles en 9 partidos, el último muy importante ya que supuso la remontada sobre el Hércules CF. Sin embargo tuvo un problema con el entrenador que le llevó a ser apartado y no entrar en las convocatorias de los últimos partidos.
En la temporada 2011-12, Feghouli consigue convencer al entrenador del Valencia Club de Fútbol, Unai Emery, para formar parte de la primera plantilla valencianista. A pesar de partir como suplente, el joven argelino consigue un puesto como titular, dejando en el banquillo a un futbolista que partían como titular, Pablo Hernández. El nuevo 8 del Valencia Club de Fútbol consiguió 6 goles en la Liga 2011-12, destacando su entrega hasta el final en todos los partidos. 
La temporada 2012-13 parte como titular indiscutible incomprensiblemente en el Valencia Club de Fútbol y realiza grandes actuaciones, especialmente en la UEFA Champions League. En enero de 2013, antes de viajar con su selección a disputar la Copa Africana de Naciones, se hizo oficial la renovación del contrato de Feghouli hasta 2016 con una ficha de 1,2 millones de euros netos por temporada. El 11 de abril de 2016 fue suspendido de empleo por negarse a entrenar y por mala conducta debido a su deseo de abandonar el club para fichar por el Inter de Milán.

### Inglaterra y Turquía
El 14 de junio de 2016 se confirma su fichaje por el West Ham United de la Premier League.
El 14 de agosto de 2017 el Galatasaray S. K. turco hizo oficial su contratación hasta el año 2022 con posibilidades de una temporada más. Pasado ese tiempo quedó libre y estuvo sin equipo hasta que en el mes de noviembre fichó por el Fatih Karagümrük S. K.

## Selección nacional
Feghouli participó con la selección de Francia sub-21. Debutó el 9 de septiembre de 2008 contra Bosnia y Herzegovina.
Podía ser seleccionado por los combinados de Argelia o Francia, a pesar de haber jugado con las categorías inferiores de la Francia prefirió jugar con la selección de Argelia absoluta como así manifestó en septiembre de 2011.
En 2012 debutó con Argelia contra Gambia marcando un gol, y participando en las siguientes convocatorias argelinas convirtiéndose en la joven revelación de la selección.
Su progreso en la selección es tan veloz que el lunes 17 de diciembre de 2012 fue galardonado con el premio "Balón de Oro de Argelia" en su duodécima edición.
El 2 de junio de 2014 fue incluido en la lista final de 23 jugadores que representarán a Argelia en la Copa Mundial de Fútbol de 2014. El 17 de junio, Feghouli anotó el primer gol de Argelia en Copas del Mundo después de más de treinta años en la derrota 1-2 frente a Bélgica por la fase de grupos.

### Participaciones en Copas del Mundo
| Mundial                        | Sede   | Resultado        | Partidos | Goles |
| ------------------------------ | ------ | ---------------- | -------- | ----- |
| Copa Mundial de Fútbol de 2014 | Brasil | Octavos de final | 4        | 1     |

## Estadísticas

### Clubes
* Actualizado el 4 de mayo de 2024.
| Club | Div.          | Temporada     | Liga  | Liga  | Copas nacionales(1) | Copas nacionales(1) | Torneos internacionales(2) | Torneos internacionales(2) | Total | Total | Media goleadora(3) |
| Club | Div.          | Temporada     | Part. | Goles | Part.               | Goles               | Part.                      | Goles                      | Part. | Goles | Media goleadora(3) |
| --- | ------------- | ------------- | ----- | ----- | ------------------- | ------------------- | -------------------------- | -------------------------- | ----- | ----- | ------------------ |
| Grenoble Foot 38 Francia | 2.ª           | 2006-07       | 3     | 0     | 0                   | 0                   | —                          | —                          | 3     | 0     | 0                  |
| Grenoble Foot 38 Francia | 2.ª           | 2007-08       | 26    | 3     | 1                   | 0                   | —                          | —                          | 27    | 3     | 0,11               |
| Grenoble Foot 38 Francia | 2.ª           | 2008-09       | 26    | 0     | 2                   | 0                   | —                          | —                          | 28    | 0     | 0                  |
| Grenoble Foot 38 Francia | 1.ª           | 2009-10       | 5     | 0     | 1                   | 0                   | —                          | —                          | 6     | 0     | 0                  |
| Grenoble Foot 38 Francia | Total club    | Total club    | 60    | 3     | 4                   | 0                   | 0                          | 0                          | 64    | 3     | 0,05               |
| Valencia C. F. · España | 1.ª           | 2010-11       | 3     | 0     | 1                   | 1                   | 1                          | 0                          | 5     | 1     | 0,2                |
| U. D. Almería · España | 1.ª           | 2010-11       | 9     | 2     | 1                   | 0                   | —                          | —                          | 10    | 2     | 0,20               |
| U. D. Almería · España | Total club    | Total club    | 9     | 2     | 1                   | 0                   | 0                          | 0                          | 10    | 2     | 0,2                |
| Valencia C. F. · España | 1.ª           | 2011-12       | 30    | 6     | 6                   | 0                   | 13                         | 0                          | 49    | 6     | 0,12               |
| Valencia C. F. · España | 1.ª           | 2012-13       | 27    | 3     | 2                   | 0                   | 8                          | 3                          | 37    | 6     | 0,16               |
| Valencia C. F. · España | 1.ª           | 2013-14       | 32    | 4     | 3                   | 0                   | 10                         | 3                          | 45    | 7     | 0,16               |
| Valencia C. F. · España | 1.ª           | 2014-15       | 33    | 6     | 0                   | 0                   | —                          | —                          | 33    | 6     | 0,18               |
| Valencia C. F. · España | 1.ª           | 2015-16       | 21    | 1     | 2                   | 0                   | 10                         | 4                          | 33    | 5     | 0,15               |
| Valencia C. F. · España | Total club    | Total club    | 146   | 20    | 14                  | 1                   | 42                         | 10                         | 202   | 31    | 0,15               |
| West Ham United F. C. Inglaterra | 1.ª           | 2016-17       | 21    | 3     | 4                   | 0                   | 2                          | 1                          | 27    | 4     | 0,15               |
| West Ham United F. C. Inglaterra | Total club    | Total club    | 21    | 3     | 4                   | 0                   | 2                          | 1                          | 27    | 4     | 0,15               |
| Galatasaray S. K. Turquía | 1.ª           | 2017-18       | 27    | 6     | 4                   | 1                   | 0                          | 0                          | 31    | 7     | 0,2                |
| Galatasaray S. K. Turquía | 1.ª           | 2018-19       | 29    | 9     | 6                   | 3                   | 5                          | 1                          | 40    | 13    | 0,33               |
| Galatasaray S. K. Turquía | 1.ª           | 2019-20       | 27    | 6     | 4                   | 1                   | 5                          | 0                          | 36    | 7     | 0,19               |
| Galatasaray S. K. Turquía | 1.ª           | 2020-21       | 22    | 2     | 0                   | 0                   | 3                          | 0                          | 25    | 2     | 0,08               |
| Galatasaray S. K. Turquía | 1.ª           | 2021-22       | 21    | 2     | 0                   | 0                   | 9                          | 3                          | 30    | 5     | 0,17               |
| Galatasaray S. K. Turquía | Total club    | Total club    | 126   | 25    | 14                  | 5                   | 22                         | 4                          | 162   | 34    | 0,21               |
| Fatih Karagümrük S. K. Turquía | 1.ª           | 2022-23       | 9     | 0     | 0                   | 0                   | —                          | —                          | 9     | 0     | 0                  |
| Fatih Karagümrük S. K. Turquía | 1.ª           | 2023-24       | 25    | 2     | 2                   | 0                   | —                          | —                          | 27    | 2     | 0,07               |
| Fatih Karagümrük S. K. Turquía | Total club    | Total club    | 34    | 2     | 2                   | 0                   | 0                          | 0                          | 36    | 2     | 0,06               |
| Total carrera | Total carrera | Total carrera | 387   | 55    | 39                  | 6                   | 66                         | 15                         | 492   | 76    | 0,15               |
| (1) Incluye datos de la Copa de Francia, Copa de la Liga de Francia, Copa de Turquía, Supercopa de Turquía, Copa del Rey, Copa de la Liga de Inglaterra y FA Cup. (2) Incluye datos de la Liga de Campeones de la UEFA y Liga Europa de la UEFA. (3) Media de goles por encuentro. No incluye goles en partidos amistosos. |               |               |       |       |                     |                     |                            |                            |       |       |                    |

## Palmarés

### Títulos nacionales
| Título               | Club              | País    | Año  |
| -------------------- | ----------------- | ------- | ---- |
| Superliga de Turquía | Galatasaray S. K. | Turquía | 2018 |
| Copa de Turquía      | Galatasaray S. K. | Turquía | 2019 |
| Superliga de Turquía | Galatasaray S. K. | Turquía | 2019 |
| Supercopa de Turquía | Galatasaray S. K. | Turquía | 2019 |

### Títulos internacionales
| Título                    | Club (*)             | País   | Año  |
| ------------------------- | -------------------- | ------ | ---- |
| Copa Africana de Naciones | Selección de Argelia | Egipto | 2019 |

(*) Incluyendo la selección.